# Виборув (Мазовецьке воєводство)
Виборув (пол. Wyborów) — село в Польщі, у гміні Ґрабув-над-Пилицею Козеницького повіту Мазовецького воєводства.
Населення — 168 осіб (2011).
У 1975-1998 роках село належало до Радомського воєводства.

## Демографія
Демографічна структура станом на 31 березня 2011 року:
|          | Загалом | Допрацездатний вік | Працездатний вік | Постпрацездатний вік |
| -------- | ------- | ------------------ | ---------------- | -------------------- |
| Чоловіки | 89      | 27                 | 58               | 4                    |
| Жінки    | 79      | 24                 | 33               | 22                   |
| Разом    | 168     | 51                 | 91               | 26                   |